# Dyne:bolic
Dyne:bolic is een Linuxdistributie gebaseerd op Debian die focust op multimediaontwikkeling, ontworpen en geoptimaliseerd voor oudere en tragere computers zodat die kunnen fungeren als volwaardige mediastations. Het levert tal van programma's mee voor audio- en videobewerking.
De minimale systeemeisen zijn laag: een Pentium 2-pc met slechts 256 MB RAM en een PATA-cd-rom. Dyne:bolic is volledig gebaseerd op vrije software en wordt als dusdanig erkend door het GNU Project.
De laatste stabiele versie, die gebruikmaakt van Linuxkernel 3.0, heeft versienummer 3.0.0 en dateert uit september 2011. Deze versie is enkel beschikbaar als 32 bitversie.

## Live-cd
Dyne:bolic ontwikkeld om gebruikt te worden als een Live-cd: het heeft geen installatie nodig naar de harde schijf en probeert zo veel mogelijk randapparaten automatisch te herkennen zoals televisies, luidsprekers enz. De kernel is bovendien geoptimaliseerd voor korte wachttijd (low latency) en hoge prestaties, waardoor het geschikt is voor audio- en videoproductie.

## Installatie
De gebruiker kopieert de dyne-directory van de cd (beschreven in dyne:bolic-literatuur als "Docking") naar elke gepast geformatteerde partitie. Dit bestandssysteem zal herkend worden en opgestart worden door de cd, of er is een optie om de bootloader te installeren of een bestaande te bewerken. Opstarten vanaf een floppy disk wordt ook ondersteund. Dyne:bolic kan gebruikersinstellingen opslaan in een bestand op een partitie (of zelfs op een USB-stick) die ook versleuteld kan worden voor betere privacy (beschreven als "Nesting" in de db literatuur).

## Modules
Dyne:bolic kan uitgebreid worden door het downloaden van extra modules zoals ontwikkelaarsgereedschappen van OpenOffice.org. De modules zijn SquashFS-bestanden die in de modules-directory van een dock (zie boven) of een cd worden geplaatst en worden automatisch geïntegreerd bij het opstarten.

## Versies

### Dyne:bolic 1
Dyne:bolic 1 had volgende functies:
- openMosix - clusteringsoftware: wanneer je dyne:bolic opstart op een lokaal netwerk, wordt het automatisch ingesteld via DHCP en zoekt het systeem automatisch naar andere dyne:bolic-besturingssystemen en verenigt deze in een groep (cluster) waarin alle dyne:bolic-besturingssystemen zitten. Hierdoor verenigen ze de rekenkracht tot een supercomputer.
- WindowMaker, een snelle X-windowmanager met laag geheugengebruik
- CIA Factbook - lokaal kopiëren
- mogelijkheid om op een Xbox-gameconsole op te starten (verwijderd na versie 1.4.1, maakte gebruik van Linuxkernel 2.4)

Bovenstaande mogelijkheden werden verwijderd uit dyne:bolic 2.

### Dyne:bolic 2
Versie 2.5.2 maakte gebruik van Linuxkernel 2.6 en werd verspreid als een cd-rom-image. Xfce wordt gebruikt als desktopomgeving.
pure:dyne was een live-cd gebaseerd op versie 2 van dyne:bolic die focuste op audio- en videoverwerking.

### Dyne:bolic 3
Versie 3.0.0 werd uitgebracht op 8 september 2011 en de standaarddesktopomgeving was GNOME 2. De installatie-image is 1,6 GB groot.